# Equipe bengali na Copa Davis
A equipe bengali na Copa Davis representa Bangladesh na Copa Davis, principal competição de tênis masculina por equipes do mundo. É administrada pela Bangladesh Tennis Federation.